# Plectrogeniidae
Die Plectrogeniidae sind eine Familie der Barschartigen (Perciformes). Die 13 Arten der Familie leben im Indopazifik und im südöstlichen Pazifik in Tiefen von 140 bis 800 Metern. Die Plectrogeniidae wurden 1938 durch den US-amerikanischen Zoologen Henry Weed Fowler eingeführt. Sie umfasste zunächst nur die Gattung Plectrogenium und wurde Anfang 2018 um die Gattung Bembradium erweitert. Schwestergruppe der Plectrogeniidae sind die Neosebastidae.

## Merkmale
Da die nahe Verwandtschaft von Plectrogenium und Bembradium vor allem anhand genetischer und molekularbiologischer Merkmale begründet wurde, können bisher nur wenige morphologische Merkmale genannt werden, die zur Diagnose der Familie herangezogen werden können. So fehlt ihnen der schmale Kanal des sensorischen Systems, den viele Verwandte zwischen der Ohrregion und dem Präoperculum besitzen. Hinter den Basen der Bauchflossen findet sich je eine Vertiefung. Beide Vertiefung haben Kontakt zueinander. Die Flossenstacheln von Rücken- und Afterflosse sind knorpelig. Bembradium roseum hat allerdings keine Flossenstacheln in der Afterflosse. Im Mundboden besitzen die Fische einen speziellen Muskel, den Hyohyoides inferioris.
Die vier Arten sind klein und erreichen Standardlängen von 5,2 bis 11 cm.
- Flossenformel Bembradium: Dorsale IX/11–12; Anale 11.
- Flossenformel Plectrogenium: Dorsale XII/7; Anale III/5.

## Arten
- Gattung Bembradium Gilbert, 1905[3]

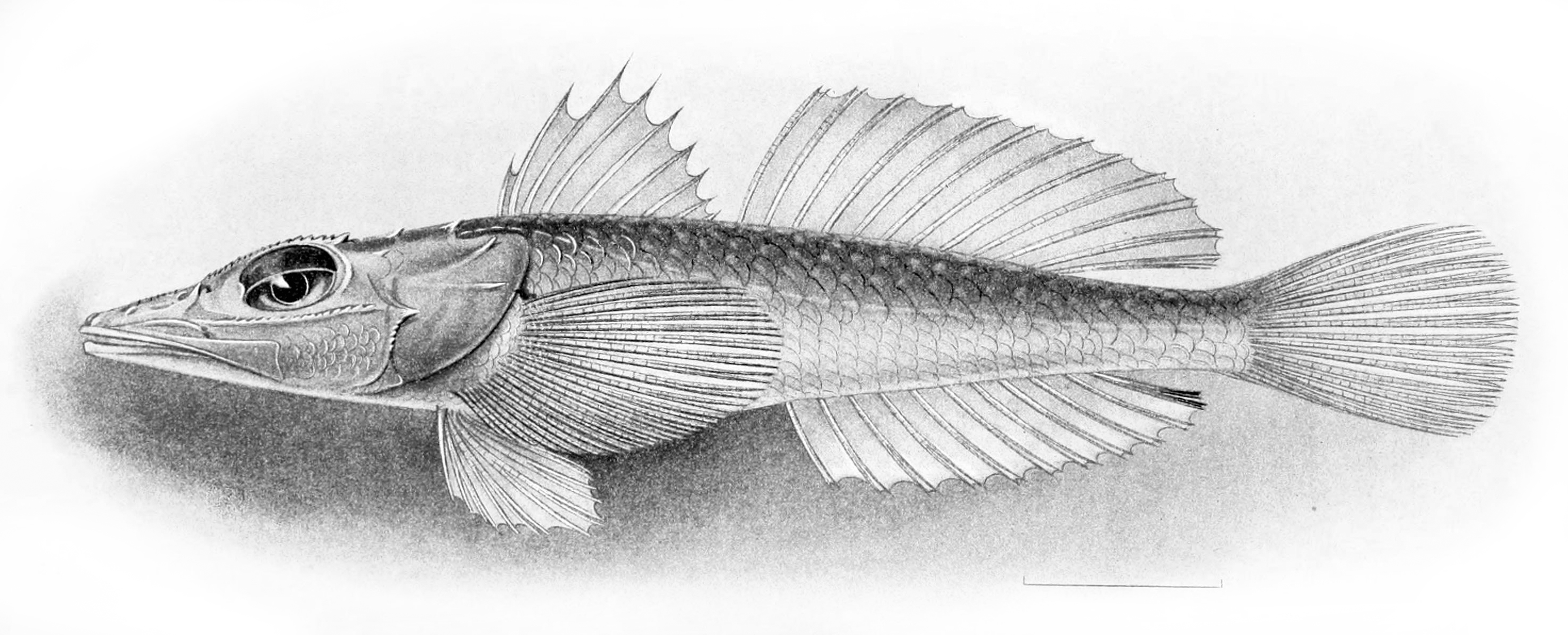
Bembradium roseum

  - Bembradium furici Fourmanoir & Rivaton, 1979
  - Bembradium magnoculum Kishimoto et al., 2019
  - Bembradium roseum Gilbert, 1905
- Gattung Plectrogenium Gilbert, 1905[4]
  - 10 Arten